# The Water Nymph
The Water Nymph er en amerikansk stumfilm fra 1912 af Mack Sennett.

## Medvirkende
- Mabel Normand som Mabel
- Mack Sennett som George
- Ford Sterling
- Gus Pixley
- Mary Maxwell